# Wimbledon Championships 1888
Die zwölften Wimbledon Championships fanden 1888 auf dem Gelände des All England Lawn Tennis and Croquet Club an der Worple Road statt. Der Start des Turniers musste aufgrund von Dauerregen, der den Platzuntergrund völlig durchweicht hatte, um drei Tage verschoben werden.

## Herreneinzel
Der mehrfache Sieger William Renshaw, der im Vorjahr wegen eines Tennisarms pausiert hatte, trat wieder an. Er schied jedoch bereits im Viertelfinale gegen Willoughby Hamilton aus, wobei die schlechten Rasenverhältnisse eine Rolle gespielt haben sollen. Sein Bruder Ernest Renshaw kam dagegen zu seinem einzigen Titel, indem er in der Challenge Round Herbert Lawford in drei Sätzen besiegte.

## Dameneinzel
Bei den Damen konnte sich in der Challenge Round erneut Charlotte Dod gegen Blanche Bingley durchsetzen.

## Herrendoppel
William und Ernest Renshaw holten sich ihren vierten Doppeltitel, wobei sie im Finale die Vorjahressieger Herbert Wilberforce und Patrick Bowes-Lyon mit 2:6, 1:6, 6:3, 6:4 und 6:3 besiegten.